# Kronenburgerpark
Kronenburgerpark er en offentlig park, der ligger i centrum af Nijmegen, Holland. Den ligger umiddelbart nordvest for Nijmegen Station og den nordlige del starter for enden af den vestlige del af Lange Hezelstraat. I den østlige del af parken ud til Parkweg findes resterne af den middelalderlige bymur og Kruittoren, der blev opført omkring 1425.
Parken blev etableret i 1882.